# Хонолулу
Хонолулу (енгл. Honolulu) главни и највећи је град у америчкој савезној држави Хаваји. Хонолулу је најјужнији велики град у САД. Иако се име Хонолулу односи на урбану област на југоисточну обалу острва Оаху, град и округ су обједињени у Округ Хонолулу који покрива цело острво. То је неинкорпорирани део и окружно седиште града и округа Хонолулу дуж јужне обале острва Оаху. Град је главна капија Хаваја и један од главних улаза у Сједињене Државе. Овај град је исто тако главно чвориште међународног пословања, војне одбране, а познат и по томе што је домаћин разноврсног варијетета источно-западне и пацифичке културе, кухиње и традиција. Град је важан финансијски центар за острва у Тихом океану.
Хонолулу је најудаљенији велики град на свету и најзападнији велики амерички град. За статистичке сврхе, the Биро за попис становништва Сједињених Држава препознаје приближну област која се обично назива „град Хонолулу” (што не треба поистовећивати са „градом и округом”) као пописни окружни одсек (енгл. census county division - CCD). По попису становништва из 2010. у њему је живело 337.256 становника, док је популација округа била 953.207. Популација пописом одређеног места (CDP) Хонолулу је била 359.870 према процени из 2017. године, док је Хонолулу CCD имао 390.738, а популација обједињеног града и округа је била 953.207. Хонолулу је најнасељенији главни град неке савезне државе у односу на популацију те државе.
На хавајском језику, има града значи „заштићени залив” или „мирна лука”. Старо име је Коу, округ који грубо обухвата подручје од Нуʻуану авеније до Алакеа улице и од Хотелске улице до Квин улице, што је срж садашњег градског округа. Град је био главни град Хавајских острва од 1845. и стекао је историјски значај након напада на Перл Харбор који је извршио Јапан 7. децембра 1941, што је био повод да САД уђу у Други светски рат.
Године 2015, Хонолулу је био високо рангиран на списку места најбољих за живот, а исто тако био је рангиран као други најбезбеднији град у САД. Он је исто тако најнасељенији океанијски град изван Аустралазије и рангира се као други након Окланда по насељености у Полинезији.

## Географија
Хонолулу се налази на надморској висини од 6 m. Налази се на обали Тихог океана.

### Клима
Хонолулу има топлу полусуву климу (Кепенова класификација BSh), са углавном сувом летњом сезоном, услед ефекта кишне сенке. Температуре мало варирају током месеци, са пресечном високом температуром од 80–90 °F (27–32 °C) и просечном ниском од 65–75 °F (18–24 °C) током целе године. Температуре досежу или премашују 90 °F (32 °C) у просеку током 38 дана годишње, при чему се температуре у опсегу 14–15 °C јављају једном или двапут годишње. Највиша забележена температура је била 95 °F (35 °C) током топлотног таласа у септембру 1994. Највиша забележена температура у држави је је исто тако била забележена тог дана у Ниихау. Најнижа забележена температура је била 52 °F (11 °C) дана 16. фебруара 1902, и 20. јануара 1969. Са високим температурама и влажношћу, долази до огромног тропског утицаја на климу, иако количина падавине не задовољава ту класификацију.
Просечна годишња количина падавина је 17,05 in (433 mm), које се углавном јављају током зимских месеци од октобра до раног априла, са веома мало кише токо; слично калифорнијској медитеранској клими. Међутим, обе сезоне доживљавају сличан број кишних дана. Лети се јављају лагани пљускови, док током зиме пада јача киша. Хонолулу има просечно 278 сунчаних дана и 90 кишних дана годишње.
Иако се град налази у тропима, урагани су прилично ретки. Задњи забележени ураган који је ударио у близини Хонолулуа ураган Иники категорије 4 из 1992. године. Ураган Лејн је исто прошао близу града. Појава торнада није уобичајена и обично се јављају једном у 15 година. Тромбе у близини обале су такође неуобичајене, и јављају се једном у пет година.
Хонолулу спада у 12a биљну климатску зону према USDA класификацији.
Просечна температура мора је у опсегу од 24,3 °C (75,7 °F) у марту до 26,9 °C (80,4 °F) у септембру.
| Клима на међународном аеродрому Хонолулу (1981−2010 нормале, екстреми 1877−садашњост) | Клима на међународном аеродрому Хонолулу (1981−2010 нормале, екстреми 1877−садашњост) | Клима на међународном аеродрому Хонолулу (1981−2010 нормале, екстреми 1877−садашњост) | Клима на међународном аеродрому Хонолулу (1981−2010 нормале, екстреми 1877−садашњост) | Клима на међународном аеродрому Хонолулу (1981−2010 нормале, екстреми 1877−садашњост) | Клима на међународном аеродрому Хонолулу (1981−2010 нормале, екстреми 1877−садашњост) | Клима на међународном аеродрому Хонолулу (1981−2010 нормале, екстреми 1877−садашњост) | Клима на међународном аеродрому Хонолулу (1981−2010 нормале, екстреми 1877−садашњост) | Клима на међународном аеродрому Хонолулу (1981−2010 нормале, екстреми 1877−садашњост) | Клима на међународном аеродрому Хонолулу (1981−2010 нормале, екстреми 1877−садашњост) | Клима на међународном аеродрому Хонолулу (1981−2010 нормале, екстреми 1877−садашњост) | Клима на међународном аеродрому Хонолулу (1981−2010 нормале, екстреми 1877−садашњост) | Клима на међународном аеродрому Хонолулу (1981−2010 нормале, екстреми 1877−садашњост) | Клима на међународном аеродрому Хонолулу (1981−2010 нормале, екстреми 1877−садашњост) |
| Показатељ \ Месец                                                                     | .Јан.                                                                                 | .Феб.                                                                                 | .Мар.                                                                                 | .Апр.                                                                                 | .Мај.                                                                                 | .Јун.                                                                                 | .Јул.                                                                                 | .Авг.                                                                                 | .Сеп.                                                                                 | .Окт.                                                                                 | .Нов.                                                                                 | .Дец.                                                                                 | .Год.                                                                                 |
| ------------------------------------------------------------------------------------- | ------------------------------------------------------------------------------------- | ------------------------------------------------------------------------------------- | ------------------------------------------------------------------------------------- | ------------------------------------------------------------------------------------- | ------------------------------------------------------------------------------------- | ------------------------------------------------------------------------------------- | ------------------------------------------------------------------------------------- | ------------------------------------------------------------------------------------- | ------------------------------------------------------------------------------------- | ------------------------------------------------------------------------------------- | ------------------------------------------------------------------------------------- | ------------------------------------------------------------------------------------- | ------------------------------------------------------------------------------------- |
| Апсолутни максимум, °C (°F)                                                           | 31 (88)                                                                               | 31 (88)                                                                               | 32 (89)                                                                               | 33 (91)                                                                               | 34 (93)                                                                               | 33 (92)                                                                               | 34 (94)                                                                               | 34 (93)                                                                               | 35 (95)                                                                               | 34 (94)                                                                               | 34 (93)                                                                               | 32 (89)                                                                               | 35 (95)                                                                               |
| Средњи максимум, °C (°F)                                                              | 29,1 (84,3)                                                                           | 29,1 (84,4)                                                                           | 29,7 (85,4)                                                                           | 30,3 (86,6)                                                                           | 31,5 (88,7)                                                                           | 31,9 (89,5)                                                                           | 32,6 (90,7)                                                                           | 32,9 (91,3)                                                                           | 33,2 (91,7)                                                                           | 32,5 (90,5)                                                                           | 30,9 (87,6)                                                                           | 29,6 (85,2)                                                                           | 33,4 (92,1)                                                                           |
| Максимум, °C (°F)                                                                     | 26,7 (80,1)                                                                           | 26,8 (80,2)                                                                           | 27,3 (81,2)                                                                           | 28,2 (82,7)                                                                           | 29,2 (84,6)                                                                           | 30,6 (87,0)                                                                           | 31,1 (87,9)                                                                           | 31,5 (88,7)                                                                           | 31,4 (88,6)                                                                           | 30,4 (86,7)                                                                           | 28,8 (83,9)                                                                           | 27,3 (81,2)                                                                           | 29,1 (84,4)                                                                           |
| Просек, °C (°F)                                                                       | 22,9 (73,2)                                                                           | 22,8 (73,1)                                                                           | 23,6 (74,5)                                                                           | 24,5 (76,1)                                                                           | 25,4 (77,8)                                                                           | 26,8 (80,2)                                                                           | 27,3 (81,2)                                                                           | 27,7 (81,9)                                                                           | 27,5 (81,5)                                                                           | 26,7 (80,0)                                                                           | 25,3 (77,6)                                                                           | 23,8 (74,8)                                                                           | 25,36 (77,66)                                                                         |
| Минимум, °C (°F)                                                                      | 19,1 (66,3)                                                                           | 18,9 (66,1)                                                                           | 19,8 (67,7)                                                                           | 20,8 (69,4)                                                                           | 21,6 (70,9)                                                                           | 23 (73,4)                                                                             | 23,6 (74,5)                                                                           | 23,9 (75,1)                                                                           | 23,6 (74,4)                                                                           | 23 (73,4)                                                                             | 21,9 (71,4)                                                                           | 20,2 (68,3)                                                                           | 21,6 (70,9)                                                                           |
| Средњи минимум, °C (°F)                                                               | 15,2 (59,3)                                                                           | 14,8 (58,6)                                                                           | 16,2 (61,2)                                                                           | 17,9 (64,2)                                                                           | 18,5 (65,3)                                                                           | 20,9 (69,6)                                                                           | 21,6 (70,8)                                                                           | 21,6 (70,8)                                                                           | 21,2 (70,1)                                                                           | 20,1 (68,1)                                                                           | 18,6 (65,4)                                                                           | 16,2 (61,1)                                                                           | 13,9 (57,0)                                                                           |
| Апсолутни минимум, °C (°F)                                                            | 11 (52)                                                                               | 11 (52)                                                                               | 12 (53)                                                                               | 13 (56)                                                                               | 16 (60)                                                                               | 17 (63)                                                                               | 17 (63)                                                                               | 17 (63)                                                                               | 18 (65)                                                                               | 16 (61)                                                                               | 14 (57)                                                                               | 12 (54)                                                                               | 11 (52)                                                                               |
| Количина кишеmm (in)                                                                  | 58,7 (2,31)                                                                           | 50,5 (1,99)                                                                           | 51,3 (2,02)                                                                           | 16 (0,63)                                                                             | 15,7 (0,62)                                                                           | 6,6 (0,26)                                                                            | 13 (0,51)                                                                             | 14,2 (0,56)                                                                           | 17,8 (0,70)                                                                           | 46,7 (1,84)                                                                           | 61,5 (2,42)                                                                           | 82,3 (3,24)                                                                           | 434,3 (17,10)                                                                         |
| Дани са кишом (≥ 0.01 inch)                                                           | 8,5                                                                                   | 7,4                                                                                   | 8,8                                                                                   | 7,5                                                                                   | 5,8                                                                                   | 5,7                                                                                   | 7,1                                                                                   | 5,6                                                                                   | 6,9                                                                                   | 7,6                                                                                   | 8,8                                                                                   | 9,7                                                                                   | 89,4                                                                                  |
| Релативна влажност, %                                                                 | 73,3                                                                                  | 70,8                                                                                  | 68,8                                                                                  | 67,3                                                                                  | 66,1                                                                                  | 64,4                                                                                  | 64,6                                                                                  | 64,1                                                                                  | 65,5                                                                                  | 67,5                                                                                  | 70,4                                                                                  | 72,4                                                                                  | 67,9                                                                                  |
| Сунчани сати — месечни просек                                                         | 213,5                                                                                 | 212,7                                                                                 | 259,2                                                                                 | 251,8                                                                                 | 280,6                                                                                 | 286,1                                                                                 | 306,2                                                                                 | 303,1                                                                                 | 278,8                                                                                 | 244,0                                                                                 | 200,4                                                                                 | 199,5                                                                                 | 3.035,9                                                                               |
| Сунчано време — месечни проценти                                                      | 63                                                                                    | 66                                                                                    | 69                                                                                    | 66                                                                                    | 69                                                                                    | 71                                                                                    | 74                                                                                    | 76                                                                                    | 76                                                                                    | 68                                                                                    | 60                                                                                    | 59                                                                                    | 68                                                                                    |
| Извор: NOAA (релативна влажности и сунчаност 1961–1990)                               |                                                                                       |                                                                                       |                                                                                       |                                                                                       |                                                                                       |                                                                                       |                                                                                       |                                                                                       |                                                                                       |                                                                                       |                                                                                       |                                                                                       |                                                                                       |

| Климатски подаци за Хонолулу  | Климатски подаци за Хонолулу | Климатски подаци за Хонолулу | Климатски подаци за Хонолулу | Климатски подаци за Хонолулу | Климатски подаци за Хонолулу | Климатски подаци за Хонолулу | Климатски подаци за Хонолулу | Климатски подаци за Хонолулу | Климатски подаци за Хонолулу | Климатски подаци за Хонолулу | Климатски подаци за Хонолулу | Климатски подаци за Хонолулу | Климатски подаци за Хонолулу |
| Month                         | Jan                          | Feb                          | Mar                          | Apr                          | May                          | Jun                          | Jul                          | Aug                          | Sep                          | Oct                          | Nov                          | Dec                          | Година                       |
| ----------------------------- | ---------------------------- | ---------------------------- | ---------------------------- | ---------------------------- | ---------------------------- | ---------------------------- | ---------------------------- | ---------------------------- | ---------------------------- | ---------------------------- | ---------------------------- | ---------------------------- | ---------------------------- |
| Просечна температура мора     | 76.5 (24.7)                  | 75.9 (24.4)                  | 75.7 (24.3)                  | 76.9 (25.0)                  | 77.9 (25.5)                  | 78.7 (25.9)                  | 78.9 (26.0)                  | 79.5 (26.4)                  | 80.4 (26.9)                  | 79.8 (26.5)                  | 78.5 (25.9)                  | 77.0 (25.0)                  | 78.0 (25.5)                  |
| Средњи број дневних сати      | 11.0                         | 11.0                         | 12.0                         | 13.0                         | 13.0                         | 13.0                         | 13.0                         | 13.0                         | 12.0                         | 12.0                         | 11.0                         | 11.0                         | 12.1                         |
| Просек Ултравиолетног индекса | 7                            | 9                            | 11                           | 11                           | 11                           | 11+                          | 11+                          | 11+                          | 11                           | 9                            | 7                            | 6                            | 9.6                          |
| Source #1: seatemperature.org |                              |                              |                              |                              |                              |                              |                              |                              |                              |                              |                              |                              |                              |
| Source #2: Weather Atlas      |                              |                              |                              |                              |                              |                              |                              |                              |                              |                              |                              |                              |                              |

## Демографија
|                   | 2010.            | 2000.            |
| Укупно            | 337 256 (100,0%) | 371 657 (100,0%) |
| Азијати           | 184 950 (54,84%) | 207 588 (55,85%) |
| Остали            | 73 269 (21,73%)  | 72 299 (19,45%)  |
| Белци             | 55 762 (16,53%)  | 69 503 (18,70%)  |
| Хиспаноамериканци | 18 301 (5,426%)  | 16 229 (4,367%)  |
| Афроамериканци    | 4 974 (1,475%)   | 6 038 (1,625%)   |

## Познати
- Барак Обама, председник САД

## Партнерски градови
- Бријер
- Каракас
- Сеул
- Синтра
- Уваџима